# Bacco (Michelangelo)
Il Bacco è una scultura marmorea (h. 184 cm, 203 con la base) di Michelangelo Buonarroti, databile al 1496-1497 e conservata nel Museo nazionale del Bargello a Firenze.

## Storia

Veduta frontale

L'opera, una delle pochissime di Michelangelo a soggetto profano, venne commissionata dal cardinale Raffaele Riario durante il primo soggiorno romano di Michelangelo, verso il 1496. Il cardinale era stato vittima della truffa del Cupido dormiente, spacciato per un reperto archeologico di scavo e, dopo aver scoperto l'inganno, andò su tutte le furie ma mandò anche un suo agente, Jacopo Galli, a cercare a Firenze l'autore del pezzo così magnificamente contraffatto. Riuscì a risalire a Michelangelo che, probabilmente ignaro della truffa, venne comunque invitato a Roma a conoscere il cardinale. Una volta giunto, ebbe modo di vedere la ricchissima raccolta di antichità del Riario e gli fu commissionata una statua "all'antica", un Bacco appunto. L'artista si mise presto al lavoro, completando l'opera in appena un anno, dal luglio del 1496 allo stesso mese del 1497, e dimostrando una veloce assimilazione degli stilemi della statuaria classica, realizzando un'opera a tutto tondo di dimensioni leggermente superiori al naturale, fino ad allora estranee alla sua opera.
Non si sa per quale ragione l'opera venne poi rifiutata dal cardinale (forse non desiderava più opere moderne nelle sue collezioni, infatti si sbarazzò anche del Cupido), venendo invece acquistato da Jacopo Galli, che lo sistemò nel cortile della sua abitazione, presso San Lorenzo in Damaso. I biografi antichi di Michelangelo, Condivi e Vasari, tacciono sul rifiuto del cardinale riferendo la commissione direttamente al Galli, ma in realtà la reale vicenda dell'opera è testimoniata in una lettera inviata da Michelangelo a Lorenzo di Pierfrancesco de' Medici.
Un disegno del 1532-1535 di Maerten van Heemskerck mostra l'opera nel giardino mutila della mano destra, e così compare anche in una stampa di Cornelis Bos.
Nel 1571 o 1572 la statua venne acquistata da Francesco I de' Medici per 240 ducati, venendo trasportata a Firenze nel corso del XVII secolo. Venne destinata alle raccolte granducali (Uffizi), andando poi al Bargello col riordino delle collezioni di scultura verso il 1865.

## Descrizione
La statua evoca il mito pagano di Bacco, qui rappresentato come un "giovane dio ebbro", che barcolla sostenendo una coppa mentre dietro di lui un piccolo satiro, seduto su un tronco, approfitta furbescamente della sua ebbrezza per assaggiare l'uva che tiene con la sinistra. Il dettaglio del satiro, che ha una funzione statica e invita lo spettatore ad allargare la visione frontale verso il lato, venne ampiamente lodata da tutti gli scultori del tempo, poiché il giovane sembra davvero mangiare dell'uva con grande realismo.
Il Bacco è reso in maniera naturalistica, come un fanciullo che incede con incertezza per via dell'ebbrezza, con un modellato fluido che evidenzia gli attributi di un'acerba virilità sensuale, e con effetti illusivi e tattili nel marmo che rendono l'opera in grado di gareggiare con i modelli della scultura ellenistica. La posa a contrapposto è vivace e sciolta, il volto espressivo, la sensualità evidente. Nel complesso non hanno equivalenti nell'arte del tempo.
Sul capo porta una ghirlanda di pampini (foglie di vite) e di grappoli d'uva.
Sempre con la mano sinistra regge una pelle di tigre o di leopardo, animali cari a Bacco, che indica la liberazione dell'anima dalla umana condizione terrena.

## Note

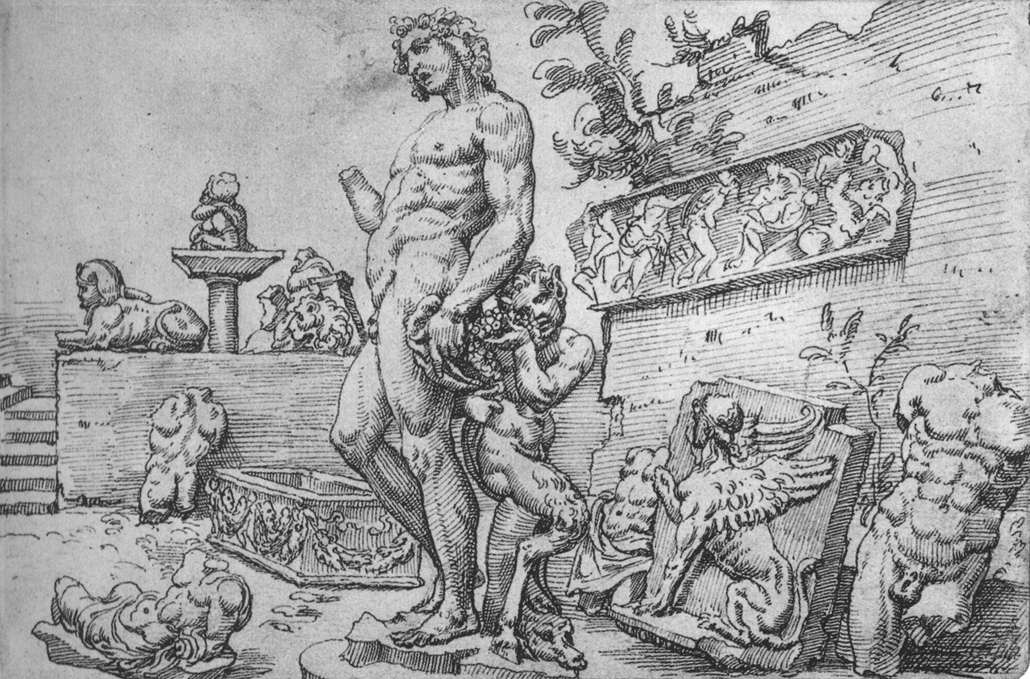
Il disegno di Maerten van Heemskerck (1532-1535)